# Кенни, Джейсон (политик)
Дже́йсон Т. Ке́нни (англ. Jason T. Kenney, род. 30 мая 1968) — канадский политик, 18-й премьер-министр Альберты, начиная с 2019 года. Лидер Объединённой консервативной партии (региональная партия Альберты). Бывший министр национальной обороны Канады и министр гражданства, иммиграции и многокультурности Канады. В 1997—2016 представлял в канадской палате общин избирательный округ Калгари-Миднапор.
Вначале был избран как кандидат Реформистской партии Канады, затем в 2000 был переизбран как кандидат Канадского союза, а после этого переизбирается, будучи членом Консервативной партии Канады.
После победы консерваторов на всеобщих выборах 2006 Кенни был назначен парламентским секретарём премьер-министра Канады. 4 января 2007 он был приведён к присяге как министр многокультурности и канадского своеобразия и как член Тайного совета. С 30 октября 2008 Кенни занимал должность министра гражданства, иммиграции и многокультурности.
18 марта 2017 был избран лидером Прогрессивно-консервативной партии Альберты, которая в июле 2017 объединилась с Партией шиповника в Объединённую консервативную партию. 28 октября 2017 Кенни избран лидером Объединённой консервативной партии.

## Образование и молодость
Кенни родился в Оквилле (Онтарио), а вырос в Саскачеване. Внук руководителя группы музыкантов Марта Кенни. Окончил католический пансион с совместным обучением Средняя школа-интернат Этола Мюррея Нотр-Дам в Уилкоксе (Саскачеван).
Изучал философию в Институте Св. Игнатия иезуитского Сан-Францисского университета в Сан-Франциско (Калифорния). В тот период он входил в правление Группы объединённых студентов. Когда сокурсница Лори Мур получила права распространять по кампусу литературу против запрещения абортов, Кенни заявил репортёру информационного канала Си-эн-эн, что «Группа против запрещения абортов, которая политически выступает за легализацию аборта в этом кампусе и с использованием средств кампуса, по сути противодействует миссии и цели университета». Позднее Кенни и другие студенты обратились к архиепископу Сан-Франциско с петицией об изъятии из названия университета слова «католический», стремясь надавить на учреждение, чтобы оно запретило деятельность группы против запрещения абортов в их кампусе.
Бросил учёбу, не получив диплома, и начал карьеру в саскачеванской провинциальной политике.

## Начало карьеры
Первоначально Кенни был членом Саскачеванской либеральной партии и в 1988 служил помощником возглавлявшего её тогда Ральфа Гудэйла. Позднее Кенни в течение одного срока являлся распорядителем Саскачеванской ассоциации налогоплательщиков, а затем — президентом и исполнительным директором политической лоббистской организации Канадская федерация налогоплательщиков. При этом Кенни никогда не работал в частном секторе.
Он также являлся добровольным директором нескольких некоммерческих и политических организаций, в том числе Католической лиги гражданских прав и Национальной организации семейных исследований.

## Федеральная политика
Он был членом Реформистской партии Канады (1997—2000), ставшей позднее Канадским союзом (2000—2003). Он являлся сопредседателем Специальной комиссии Объединённая альтернатива и кампании Стокуэлла Дея перед выборами главы Канадского союза. Он также был национальным сопредседателем избирательной кампании Канадского союза в 2000. Будучи в составе оппозиции в 1997—2005, Кенни занимал несколько заметных должностей в теневом кабинете: в том числе заместителя лидера официальной оппозиции в Палате общин, критика по вопросам канадско-американских отношений, налогов и сборов и финансов.
Джейсон Кенни поддерживал военное вторжение в Ирак с целью свержения режима Саддама Хусейна.
В 2005, в ходе парламентских дебатов об однополых браках в Канаде, Кенни отметил, что пример депутатов Либби Дэвис и Свенна Робинсона, до заявления о своей гомосексуальности имевших отношения с противоположным полом, доказывает, что брачное право не дискриминирует группу людей ЛГБТ, так как они по-прежнему могут вступать в брак с лицами противоположного пола.
6 февраля 2006 он был назначен парламентским секретарём премьер-министра Канады Стивена Харпера, получив портфель министра многокультурности.

### Права человека
Кенни всегда активно защищал права человека и свободу вероисповедания в диктаторских странах. Он является членом парламентского комитета Канада-Тибет и встречался с Далай-ламой.
В январе 2005, в ходе визита правительственной торговой делегации в Китай Кенни посетил дом недавно умершего главы Коммунистической партии Чжао Цзыяна. Чжао был сторонником реформ, смещённым за сочувствие протестантам-демократам перед тем, как их действия были подавлены войсками в 1989. Премьер-министр Пол Мартин, также входивший в состав делегации, отрицательно отнёсся к его визиту.
В апреле 2006 Кенни участвовал в митинге в поддержку социалистической группировки Народные моджахеды Ирана, призывающей к свержению правительства Исламской Республики Иран. Позднее Кенни заявил, что он не знал в тот момент, что эта группировка была включена в канадский террористический чёрный список.
Во время учёбы в университете Кенни был откровенным противником абортов, высказывался против университетских групп, поддерживавших право на аборт.
На выступлении в Иерусалиме (Израиль) в декабре 2009 Кенни, говоря о канадском правительственном финансировании организаций по правам человека, заявил: «Мы недавно прекратили финансирование таких организаций, как KAIROS, которые организовали этот бойкот [Израиля]. Нас часто критикуют за это решение… Но мы считаем, что сделали правильный шаг, и такой остаётся наша позиция». Позднее, в письме в Торонто стар он добавил, что «Несмотря на то что я не одобряю воинствующую позицию KAIROS по отношению к еврейскому государству, это не является причиной отклонения их запроса на финансирование налоговых выплат».

## Министр гражданства, иммиграции и многокультурности
4 января 2007 он присягнул в качестве министра многокультурности и канадского своеобразия и стал членом Тайного совета. С 30 октября 2008 Кенни занимает должность министра гражданства, иммиграции и многокультурности. В этом качестве Кенни представляет правительство Харпера перед лицом этнических сообществ Канады. Кенни часто посещает национальные мероприятия народов Южной Азии, в том числе Дейсифест в Торонто, и концерты (например, концерт Гурдаса Манна в Ванкувере в 2009). В Торонто стар обратили внимание на то, что Кенни чаще всего посещает мероприятия, проводимые девятью конкретными этническими группами: корейцами, китайцами, евреями, народами Южной Азии, персами, поляками, ямайцами, австронезийцами и вьетнамцами.
По данным Глоб энд мейл, китаеканадское сообщество прозвало Кенни «Улыбающимся Буддой» в связи с его попытками заручиться голосами национальных меньшинств на основе так называемых общих консервативных ценностей. Кенни объяснял эти попытки так: «Вы ведь следите за тем, как живут эти новые канадцы. Это словно целевая аудитория для Маргарет Тэтчер. Их сущность — в этике тяжёлого труда». В апреле 2009 Кенни официально открыл месяц азиатского наследия, чтобы «лучше понять богатое разнообразие, которое придаёт Канаде азиатско-канадская община». Кенни отметил, что «в парламенте было 32 либеральных депутата от Большого Торонто, но на сотнях этнокультурных мероприятий от Скарборо до Миссиссоги, в которых [он] принял участие за последние пять лет, либералы практически не появлялись… Они относились к этническим сообществам как к своим пассивным избирателям, которые якобы обязаны им за Пьера Трюдо. Они послали их».
В августе 2006 Кенни сравнил Хезболлу с нацистской партией в Германии 1930-х годов. Он также упрекнул премьер-министра Ливана Фуада Синьору в критике канадской поддержки Израиля в ходе ливано-израильского конфликта 2006 года. Сеньора утверждал, что большинство стран мира, кроме Канады, расценивало военные действия Израиля в Ливане как несоразмерные и противоправные. Реплика Кенни: «Канада заняла ответственную позицию, и я надеялся, что ливанский премьер-министр выразит благодарность» за поддержку в восстановлении управления теми территориями страны, которые находятся под контролем Хезболлы.
В начале 2008 Кенни открыто поддержал прогрессивно-консервативного кандидата Джонатана Дениса, который позднее стал депутатом законодательного собрания от Калгари — Эгмонта, с большим отрывом победив либерала Кэти Уильямс и независимого кандидата Крега Чендлера. В начале того же года Кенни вывесил на своём сайте объявление о том, что Правительство Канады признало флаг Республики Вьетнам в качестве символа вьетнамоканадского сообщества: «Наше правительство признаёт флаг важным символом самостоятельности, силы и веры вьетнамоканадского сообщества в национальное единение, и попытки очернить его являются тревожными нападками на одно из этнических сообществ Канады и на принципы многокультурности». В мае 2008 он выступил на оном из их митингов, пообещав сильную поддержку их программы.

### Противники войны в Ираке
В январе 2009 Кенни выступил с критикой того, что американские военные, которым грозит наказание за отказ участвовать в иракской войне, попросили убежища в Канаде. Он заявил, что, в отличие от времён вьетнамской войны, современные беженцы, просящие о предоставлении политического убежища, не являются ни «уклонистами», ни «противниками войны» — это скорее «те, кто поступили добровольцами на военную службу в демократической стране и просто решили дезертировать. Да, они приняли такое решение, но они не беженцы». Он также назвал их «беженцами-симулянтами». Некоторыми сторонниками политических беженцев эти высказывания были восприняты как форма препятствования процессу предоставления убежища.

### Джордж Гэллоуэй
В марте 2009 Кенни заявил, что не будет отменять решение Канадского агентства пограничной службы запретить британскому члену парламента Джорджу Галлоуэю въезд в Онтарио, Британскую Колумбию и Квебек, где тот планировал провести ряд выступлений в конце месяца. В секретариате министра иммиграции объяснили, что Канадское агентство пограничной службы посчитало въезд Галлоуэя в Канаду недопустимым из соображений национальной безопасности. Представитель Кенни Алихан Велши сообщил, что Галлоуэй открыто признался в «финансовой поддержке» ХАМАСа, который считается в Канаде террористической группировкой. Галлоуэй заявил, что его пожертвования на машины скорой помощи, медицину и игрушки для жителей Газы (которая управляется ХАМАСом) не поддерживали материально террористические действия. Федеральный суд решил, что секретариат Кенни действовал нецелесообразно, используя «некорректную и ложную интерпретацию норм канадского права для определения причастности к терроризму или террористическим организациям». Судья также постановил, что, возможно, Канадское агентство пограничной службы издало такое постановление о Галлоуэе после получения инструкций от Велши.
В октябре 2010 Гэллоуэй заявил, что подаст в суд на канадское правительство за нарушение его права на неприкосновенность личной жизни и провозглашение его террористом. Позднее, 12 апреля 2011, Гэллоуэй подал исковое заявление, связанное с «распространением клеветы и нарушением прав государственным учреждением».

### Руководство о гражданстве
В апреле 2009 Кенни официально открыл Месяц азиатского наследия, предназначенный для того, чтобы «лучше осознать вклад канадоазиатского сообщества в богатое разнообразие Канады».
В марте 2010 Канейдиан пресс сообщило, что Кенни исключил информацию о легализации однополых браков и декриминализации гомосексуализма из нового руководства о гражданстве и иммиграции для иммигрантов, обращающихся за получением канадского гражданства вопреки рекомендациям своего заместителя. Кенни категорически не согласился с этим сообщением: «Я не делал ничего подобного», — заявил он.

### Поправки к Закону о гражданстве
Новый закон об изменении Закона о гражданстве вступил в силу 17 апреля 2009. Одним из нововведений Правительства Канады стало «ограничение первого поколения», которое некоторые считают карательной мерой против натурализованных граждан, которые длительное время проживают за границей. Министр Кенни 10 июня 2010 сказал следующее в Палате общин Канады: «…Поэтому мы должны защищать значение канадского гражданства и принимать меры против тех, кто может снизить его значение… Мы установим новое ограничение на возможность передачи гражданства второму поколению, родившемуся за границей».
По новым правилам канадское гражданство не будет жаловаться детям, родившимся за пределами Канады у родителей, один или оба из которых являются канадскими гражданами лишь по натурализации. Таким образом, новое правило вводит разницу между канадскими гражданами, родившимися в Канаде и за пределами Канады.

### Потерянные канадцы
Кенни не признавал 81 «потерянного канадца», которые по закону должны быть канадскими гражданами, но «потерпели неудачу». Законопроект C-37 решил проблемы с гражданством у 77 «потерянных канадцев», а оставшимся четырём были предоставлены специальные послабления. Кенни считает, что группа потерянных канадцев не должна придавать своему затруднительному положению политический характер — они должны готовить «серьёзные заявления и веские доводы». Предшественница Кенни Диана Финли предоставила специальные послабления при получении гражданства Ги Вальеру. Кенни не довёл это дело с послаблениями до конца, и Ги Вальер умер, так и не получив гражданства даже с учётом того, что он достойно служил в Канадских вооружённых силах в течение Второй мировой войны.

### Реформы в отношении беженцев
29 марта 2010 Кенни объявил о пересмотре канадского обустройства беженцев. Пакет реформ также направлен на разрешение переселиться ещё 2500 беженцев, проживающим в лагерях беженцев ООН и городских трущобах. План включил в себя расширение Субсидируемой государством программы переселения беженцев на 500 мест, а остальные 2000 мест переселений были включены в Программу частного спонсорства переселения беженцев. В общей сложности новый план предусматривает переселение в Канаду из лагерей беженцев и городских трущоб 14 500 отобранных ООН беженцев.

### Иммиграционные изменения
26 июня 2010 Кенни объявил об изменениях в Программе иммиграции квалифицированных работников. Кандидаты на участие в программе теперь должны либо заранее иметь предложение о трудоустройстве, либо иметь одну из 29 желательных профессий (из 520!). Был также введён годовой предел в 20 000 заявлений от квалифицированных работников по этим 29 профессиям.

## Сбор денег
В начале 2011 в Ассоциацию консервативных избирательных округов пришло письмо на правительственном бланке, содержащее призыв собрать 200 000 $ на рекламную кампанию, нацеленную на усиление поддержки со стороны национальных общин. После этого возник вопрос, кто является возможным инициатором сбора денег с помощью служб и материалов правительства. Кенни публично извинился за это письмо, объяснив его появление ошибкой сотрудника.

## Награды и признание
- Орден «За заслуги» IІ степени  (23 августа 2022 года, Украина) — за значительные личные заслуги в укреплении межгосударственного сотрудничества, поддержку государственного суверенитета и территориальной целостности Украины, весомый вклад в популяризацию Украинского государства в мире[1].
- Орден «За заслуги» III степени (22 августа 2016 года, Украина) — за весомый личный вклад в укрепление международного авторитета Украинского государства, популяризацию её исторического наследия и современных достижений и по случаю 25-й годовщины независимости Украины[2].

Журнал Маклинс назвал Кенни одним из «100 руководителей будущего» Канады; Глоб энд мейл — «одним из ведущих консервативных активистов Канады», а журнал Файнэншиал пост — «одним из 21 канадца, которые ещё проявят себя в XXI веке».
13 мая 2009 журнал Маклинс вместе с Институтом Доминион, Актюалите и спонсором Enbridge наградил Кенни званием «Самый лучший депутат парламента».